# 7 Up
7 Up (se pronuncia /seven ʌp/) es una marca de bebida gaseosa de lima-limón producida por PepsiCo, vendida en tiendas, restaurantes y máquinas expendedoras en muchos países del mundo. Su principal competencia es Sprite, producido por The Coca-Cola Company.
En Estados Unidos es elaborada por Dr Pepper Snapple Group. En Argentina la bebida es elaborada por la  Cervecería y Maltería Quilmes, propiedad de Anheuser-Busch InBev. En Colombia es elaborada por Postobón, propiedad de la Organización Ardila Lülle bajo licencia de PepsiCo. En República Dominicana es elaborada por la Cervecería Nacional Dominicana, propiedad de Anheuser-Busch InBev. En Venezuela es elaborada por Empresas Polar, bajo licencia de PepsiCo. En Uruguay es producida por Fábricas Nacionales de Cerveza, bajo licencia de Seven Up International.
En México es elaborada y distribuida por PepsiCo. En Chile es elaborada por Compañía de Cervecerías Unidas Propiedad de Heineken NV y Grupo Luksic bajo licencia de PepsiCo. En la región Nor-occidental de Honduras es elaborada y distribuida por Embotelladora de Sula, bajo licencia de Pepsico.

## Antecedentes históricos
Charles Leiper Grigg, quien en 1920 fundó en San Luis la Howdy Corporation, fue quien inventó el 7 Up en 1929. La bebida fue originalmente llamada "Bib-Label Lithiated Lemon-Lime Soda", y se lanzó dos semanas antes del derrumbe de Wall Street en 1929. En un principio contenía citrato de litio (retirado en 1950), y por esta razón fue utilizado como un medicamento para el tratamiento de las secuelas de la embriaguez.
Philip Morris adquirió la marca en 1978, y fue vendido en 1986 a un grupo de inversión privado. En 1988 7 Up se fusionó con Dr. Pepper, y más tarde, en 1995, de esta fusión se hizo cargo Cadbury Schweppes, que fue separada en 2008 para formar el Dr Pepper Snapple Group.

## Publicidad y patrocinio
En apoyo de 7 Up se han utilizado diferentes mascotas. Uno de los primeros fue Fresh-Up Freddie, un pájaro antropomórfico creado en 1950 por Walt Disney. Otro personaje que ha acompañado a la bebida es Fido Dido, que se utiliza como mascota desde finales de 1980 y principios de 1990, y sería reutilizado en los mercados internacionales en la década de 2000. Otra mascota recurrente es Cool Spot, la versión antropomórfica del punto rojo que separa a "7" y "Up", que fue producido por el videojuego del mismo nombre para la consola Sega Mega Drive.

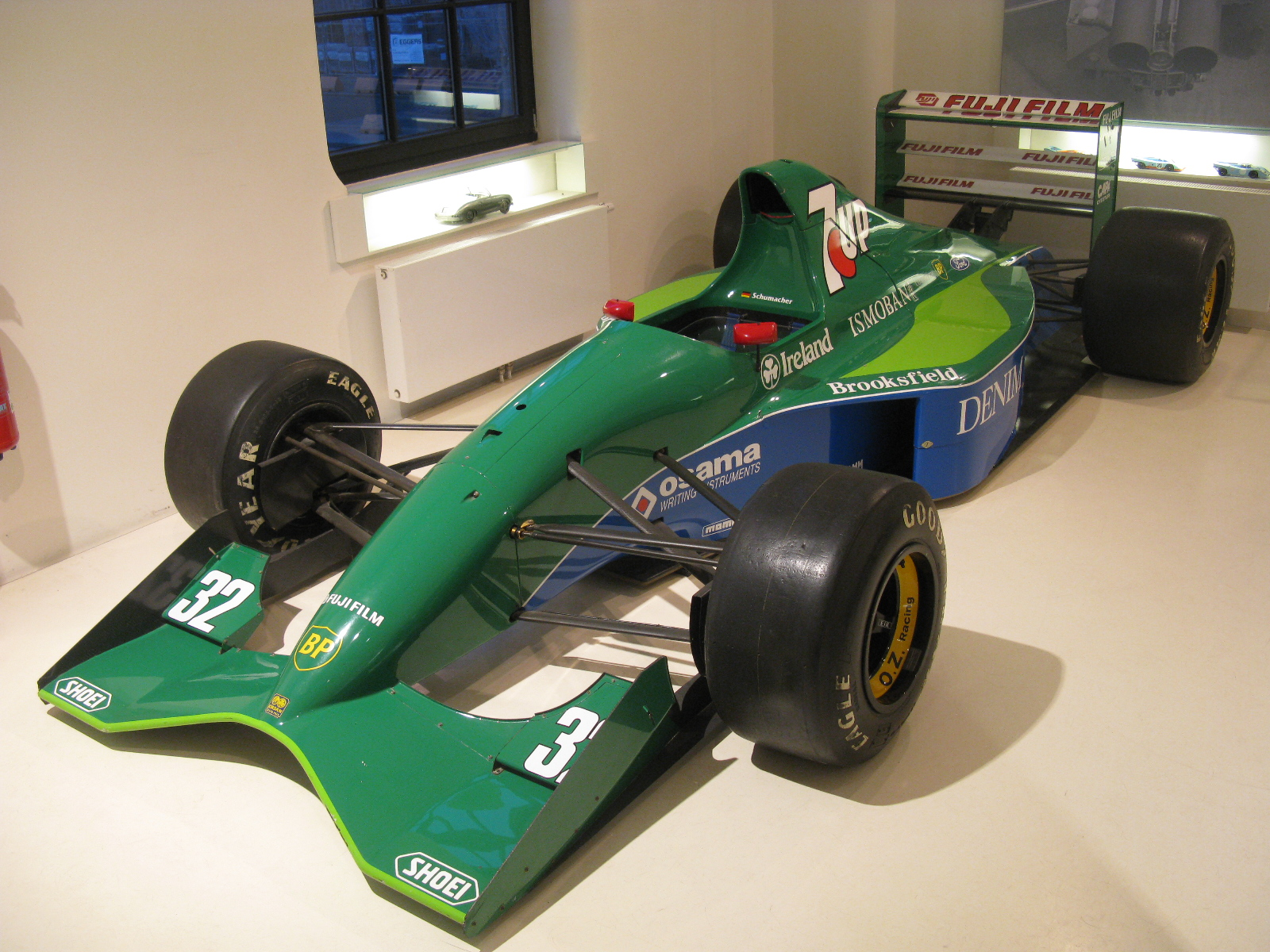
Jordan 191 auspiciado por 7 Up, con el que debutó Michael Schumacher en Fórmula 1.

Durante un corto período de tiempo, 7 Up fue patrocinador de dos fabricantes de automóviles de Fórmula 1: Benetton, durante la temporada 1989, y Jordan, durante la temporada 1991. También fue patrocinador del piloto español Salvador Servià en la temporada 1986.
El nombre del producto le sugirió el nombre al grupo de música pop español Semen Up.